# Marley (Maidstone)
Marley – osada w Anglii, w hrabstwie Kent, w dystrykcie Maidstone. Leży 12 km na wschód od miasta Maidstone i 64 km na południowy wschód od centrum Londynu.